# Марк Юній Сілан (консул 19 року)
Марк Юній Сілан Торкват (лат. Marcus Iunius Silanus Torquatus; 24 рік до н. е. або 15 рік до н. е. — після 39 року) — політичний діяч ранньої Римської імперії, консул 16 року.

## Життєпис
Походив з роду нобілів Юніїв. Син Марка Юнія Сілана (онука Марка Юнія Сілана, консула 25 року до н. е.) та Доміції Кальвіни. У 16 році обрано консулом разом з Луцієм Норбаном Бальбом. З 29 до 35 року як проконсул керував провінцією Африка. По поверненню до Рима вів життя приватної особи.

## Родина
Дружина — Емілія Лепіда
Діти:
- Марк Юній Сілан, консул 46 року.
- Децим Юній Сілан Торкват, консул 53 року.
- Юнія Лепіда
- Юнія Кальвіна
- Луцій Юній Сілан Торкват, претор 48 року.